# Eublemma ostrina
Eublemma ostrina es una especie de Lepidoptera de la familia Noctuidae. Se encuentra en el centro y sur de Europa, pero también es un migrante escaso en el Reino Unido, donde se encuentra principalmente a lo largo de la costa sur.
Tiene una envergadura de 18-25 mm.
Las larvas se alimentan de las flores y semillas de Carlina vulgaris. También se alimenta de otras especies de Carlina, así como especies de Echinops, Carduus y Cirsium.

## Sinonimia
- Noctua ostrina Hübner, [1808]
- Erastria ostrina
- Anthophila porphyrina Freyer, 1845
- Anthophila numida Lucas, 1849
- Micra carthami Herrich-Schäffer, [1851]
- Micra ostrina var. aestivalis Guenée, 1852
- Eublemma ostrina thasia Koutsaftikis, 1973

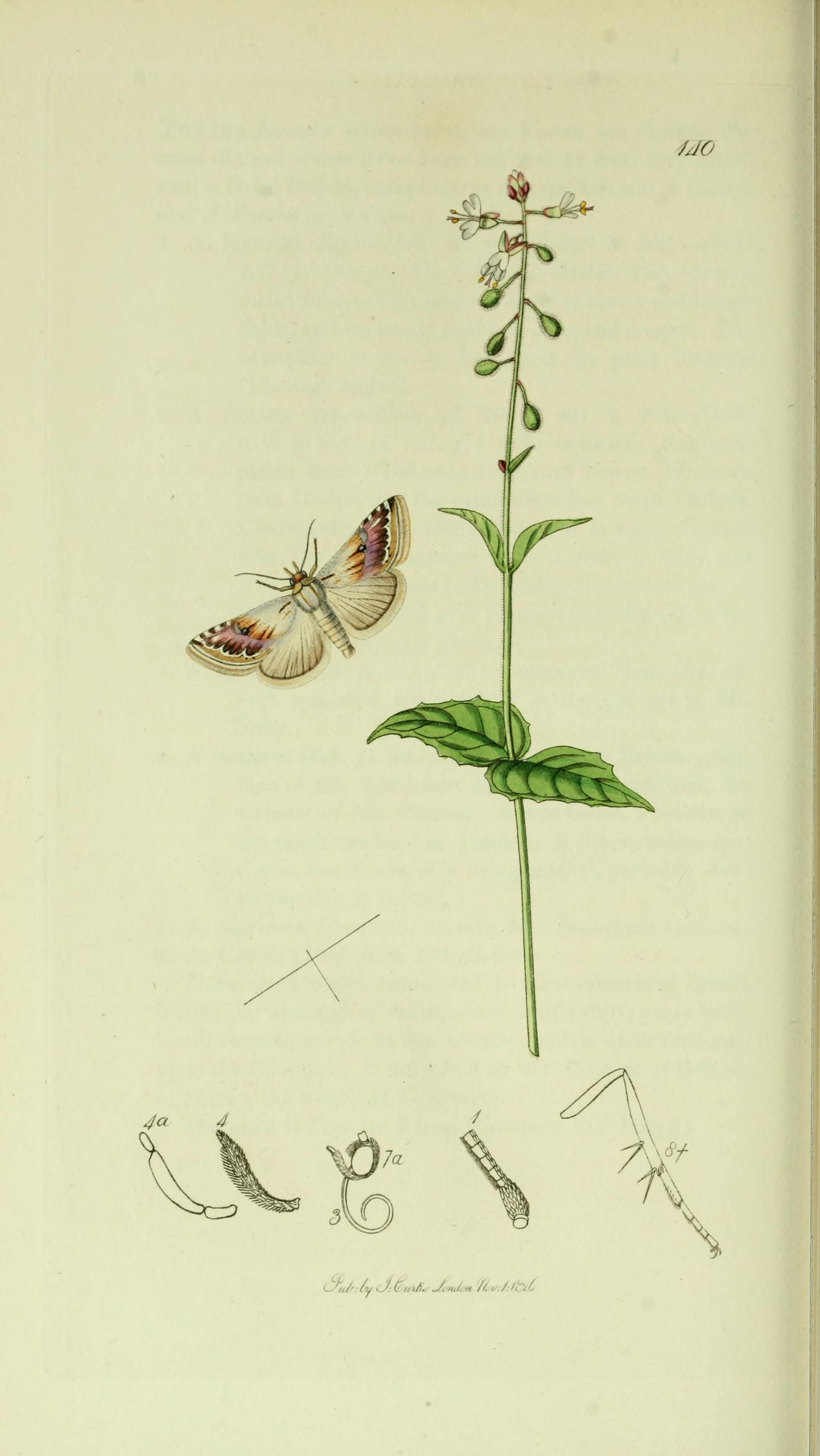
Ilustración, John Curtis's British Entomology, Volume 5